# Ian McEwan
Ian McEwan, angleški pisatelj, * 21. junij 1948, Aldershot, Anglija.
Avtor je s svojimi literarnimi dosežki zaslovel daleč naokrog in si zaslužil odobravanje bralcev in kritikov vsega sveta. Zbirka nagrad se je pričela s Somerset Maugham Award iz leta 1976, ki je nagradila njegovo prvo zbirko kratkih zgodb First Love, Last Rites (Prva ljubezen, zadnji obredi). Med njegovimi najbolj poznanimi deli sta Pokora in Amsterdam – slednjega je leta 1998 oplemenitila Bookerjeva nagrada, zanjo pa je bil v letu 2007 predlagan tudi njegov zadnji roman, Na plaži Chesil. Pisec, ki je moral naravi vrniti pest prodnikov, ki jih je z znamenite angleške obale Chesil Beach v zgražanje okoljevarstvenikov odnesel z namenom pisateljske inspiracije, svoje zgodbe prežema z življenji v skrivnostnih, grozečih teminah, zastrtih s pretnjami in strahovi.